# Port lotniczy Izmaił
Port lotniczy Izmaił (IATA: IZL, ICAO: UKOI) – port lotniczy położony w Izmaile, w obwodzie odeskim, na Ukrainie.